# Вишши-Брод
Вишши-Брод (чеш. Vyšší Brod, нем. Hohenfurth) — небольшой город в районе Чески-Крумлов Южночешского края. Город расположен на берегу Влтавы в самой восточной части горного хребта Шумава и является самым южным населённым пунктом Чешской республики.
Город довольно популярен среди туристов, во-первых, благодаря расположенному здесь цистерцианскому Вишебродскому монастырю, а во-вторых, по причине того, что здесь начинается, благодаря водохранилищу Липно, непрерывный судоходный участок течения Влтавы, удобный для гребли. Исторический центр города является городской памятниковой зоной.

## История развития города

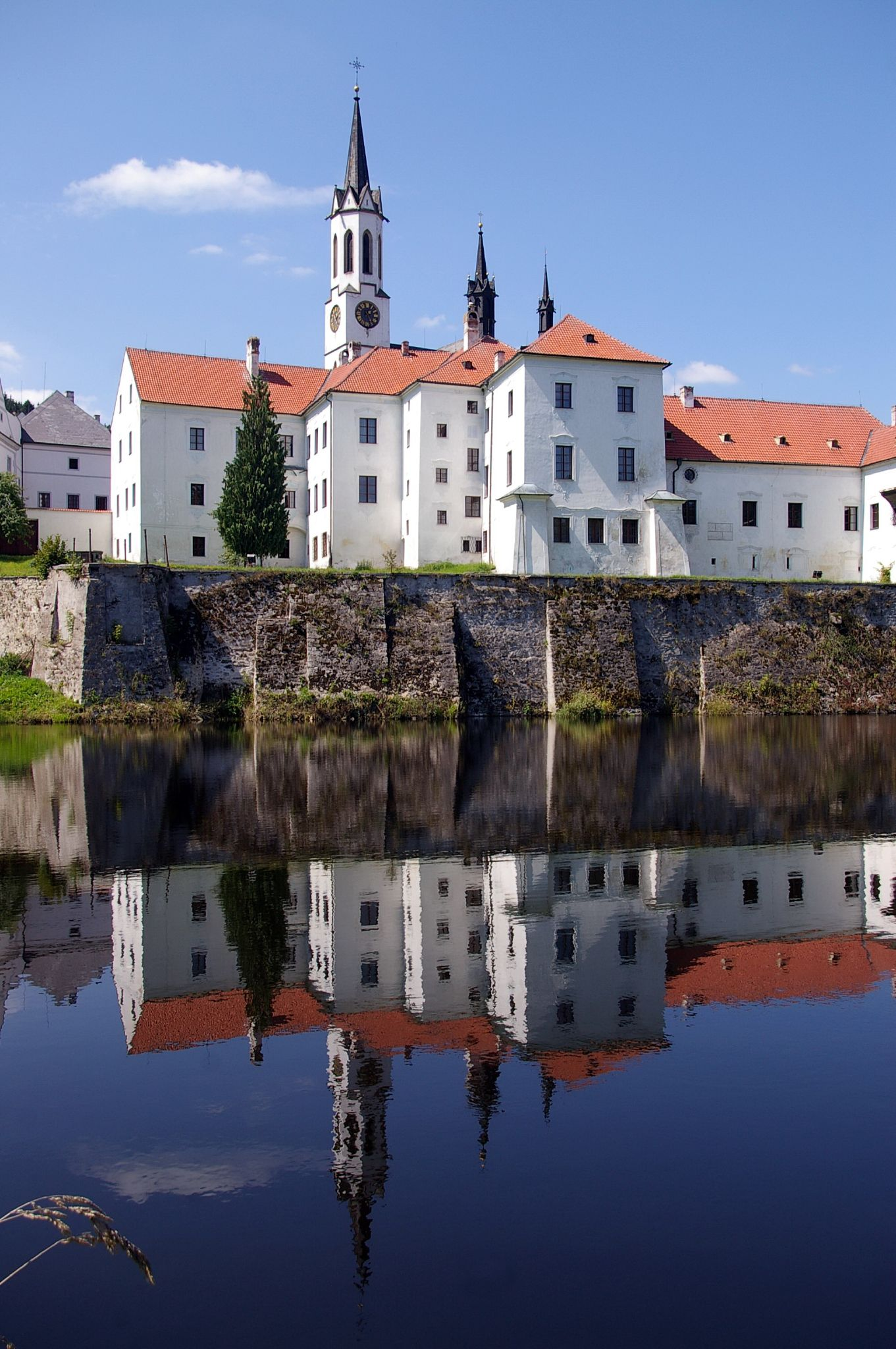
Вишебродский монастырь

Селение Вишши-Брод возникло около несуществующего ныне брода на месте пересечения реки Влтавы со средневековой купеческой дорогой не позднее XII века и входило в состав владений рода Витковичей, затем их ветви — Рожмберков.
В 1259 году Вок I из Рожмберка заложил здесь цистерцианский монастырь и пожаловал ему, кроме прочего, селение Вишши-Брод.
Статус города Вишши-Брод получил в 1870 году на основании указа императора Франца-Иосифа I. До 1945 года большинство населения составляли немцы, которые после победы союзников во II Мировой войне были депортированы.
Значение города значительно возросло после открытия границ в 1989 году, так как рядом находился пограничный переход Студанки/Бад-Леонфельден. Увеличение количества посещающих город людей привело к развитию розничной торговли и сферы услуг. В настоящее время Вишши-Брод является туристическим центром, пользующимся популярностью не только у ценителей архитектуры, но и у увлекающихся пешим, вело- и водным туризмом.

## Части города
- Вишши Брод, включая Козинец
- Дольни Йиловице, включая деревни Ломски Двур, Лопатне, Куселов, Болехи, Градови и ж/д станцию Чертова Стена (Čertova Stěna)
- Гербертов, включая деревни Гербертов, У Заставки и ж/д станции Техораз и Гербертов
- Техораз
- Дольни Дркольна, включая деревни Дольни Дркольна, Горни Дркольна, Млинец, Радванов
- Грудков, включая ж/д станцию Вишши-Брод — монастырь
- Лаховице
- Студанки, включая деревню Бистра
- Сватомиров

## Население
| Год  | Численность | Численность |
| ---- | ----------- | ----------- |
| 1869 | 3864        | [ 6 ]       |
| 1880 | 4017        | [ 6 ]       |
| 1890 | 4047        | [ 6 ]       |
| 1900 | 3937        | [ 6 ]       |
| 1910 | 4071        | [ 6 ]       |
| 1921 | 4003        | [ 6 ]       |
| 1930 | 4601        | [ 6 ]       |
| 1950 | 2194        | [ 6 ]       |
| 1961 | 2201        | [ 6 ]       |
| 1970 | 2356        | [ 6 ]       |
| 1980 | 2595        | [ 6 ]       |
| 1991 | 2606        | [ 6 ]       |
| 2001 | 2561        | [ 6 ]       |
| 2014 | 2533        | [ 7 ]       |
| 2016 | 2528        | [ 8 ]       |
| 2017 | 2548        | [ 9 ]       |
| 2018 | 2569        | [ 10 ]      |
| 2019 | 2621        | [ 11 ]      |
| 2020 | 2617        | [ 12 ]      |
| 2021 | 2621        | [ 13 ]      |
| 2022 | 2549        | [ 14 ]      |
| 2023 | 2569        | [ 15 ]      |
| 2024 | 2564        | [ 3 ]       |